# Socrates Mesiona
Socrates Calamba Mesiona MSP (ur. 17 września 1963 w Tagbilaran) – filipiński duchowny katolicki, wikariusz apostolski Puerto Princesa od 2017.

## Życiorys

### Prezbiterat
Święcenia kapłańskie otrzymał 14 kwietnia 1989 w zgromadzeniu Misjonarzy Filipińskich. Pracował w zakonnym seminarium w Tagaytay oraz w parafii w Mandaluyong. W latach 1999–2004 był ekonomem generalnym, a w latach 2004–2009 przełożonym zgromadzenia. W 2009 został krajowym dyrektorem Papieskich Dzieł Misyjnych. 

### Episkopat
28 października 2016 papież Franciszek mianował go wikariuszem apostolskim Puerto Princesa oraz biskupem tytularnym Budua. Sakry udzielił mu 10 lutego 2017 kardynał Gaudencio Rosales.